# UFC Fight Night: Smith vs. Rakić
UFC Fight Night: Smith vs. Rakić（ユーエフシー・ファイト・ナイト・スミス・バーサス・ラキッチ、別名UFC Fight Night 175、UFC on ESPN+ 33）は、アメリカ合衆国の総合格闘技団体「UFC」の大会の一つ。2020年8月29日、ネバダ州ラスベガスのUFC APEXで開催された。

## 大会概要
本大会ではアンソニー・スミスとアレクサンダル・ラキッチのライトヘビー級戦が組まれた。

## 試合結果

### プレリミナリーカード
第1試合 117ポンド契約 5分3R
○  マロリー・マーティン vs.  ハンナ・シファーズ ×
2R 1:33 リアネイキドチョーク
※シファーズの体重超過によりストロー級から変更
第2試合 女子ストロー級 5分3R
○  ポリアナ・ヴィアナ vs.  エミリー・ウィットマイア ×
1R 1:53 腕ひしぎ十字固め
第3試合 ウェルター級 5分3R
○  ショーン・ブレイディ vs.  クリスチャン・アギレラ ×
2R 1:47 ギロチンチョーク
第4試合 151ポンド契約 5分3R
○  アレックス・カサレス vs.  オースティン・スプリンガー ×
1R 3:38 リアネイキドチョーク
※スプリンガーの体重超過によりフェザー級から変更
第5試合 ミドル級 5分3R
○  ザック・カミングス vs.  アレッシオ・ディ・チリコ ×
3R終了 判定3-0（29-28、29-28、30-27）
第6試合 ミドル級 5分3R
○  インパ・カサンガナイ vs.  マキ・ピトロ ×
3R終了 判定3-0（30-27、30-27、30-27）

### メインカード
第7試合 フェザー級 5分3R
○  リカルド・ラマス vs.  ビル・アルジオ ×
3R終了 判定3-0（29-27、29-27、29-27）
第8試合 女子フライ級 5分3R
○  アレクサ・グラッソ vs.  キム・ジヨン ×
3R終了 判定3-0（30-27、30-27、30-27）
第9試合 ウェルター級 5分3R
○  ニール・マグニー vs.  ロビー・ローラー ×
3R終了 判定3-0（30-27、30-27、30-27）
第10試合 ライトヘビー級 5分3R
○  アレクサンダル・ラキッチ vs.  アンソニー・スミス ×
3R終了 判定3-0（30-26、30-27、30-27）

### 各賞
ファイト・オブ・ザ・ナイト：リカルド・ラマス vs. ビル・アルジオ
パフォーマンス・オブ・ザ・ナイト：ショーン・ブレイディ、マロリー・マーティン
各選手にはボーナスとして5万ドルが授与された。

### カード変更
負傷などによるカードの変更は以下の通り。